# Rekoa zebina
Rekoa zebina is een vlinder uit de familie van de Lycaenidae. De wetenschappelijke naam van de soort werd als Thecla zebina in 1860 gepubliceerd door William Chapman Hewitson.

## Synoniemen
- Thecla orses Godman & Salvin, 1887
- Thecla guadala Schaus, 1902